# Catherine Hermary-Vieille
Pour les articles homonymes, voir Hermary.
Catherine Hermary-Vieille, née le 8 octobre 1943 dans le 15e arrondissement de Paris, est une romancière et biographe française.

## Biographie
Elle est la fille de Jacques Hermary, administrateur de biens, et de Jacqueline Dubois. Après avoir obtenu son baccalauréat, elle étudie l'arabe classique à l'École nationale des langues orientales pendant deux ans, puis part aux États-Unis étudier au Manhattan College.
En 1981, son premier roman, Le Grand Vizir de la nuit, inspiré du conte La Fin de Giafar et des Barmakides des Mille et Une Nuits, remporte le Prix Femina.
La plus grande part de son œuvre romanesque appartient au genre du roman historique, notamment La Marquise des ombres (1983), récit centré sur la Marquise de Brinvilliers, célèbre empoisonneuse du XVIIe siècle, jugée et reconnue coupable dans l'Affaire des Poisons, et Merveilleuses (2011), qui évoque la France au lendemain de La Terreur. La Bête, paru en 2014, s'inspire de l'histoire de la Bête du Gévaudan.
En 1986, elle signe Romy, une biographie de l'actrice Romy Schneider.
En 1987, elle devient chroniqueuse à Télématin.
Candidate à l'Académie française, en mars 2009, au fauteuil de Maurice Rheims, elle n'est pas élue : les immortels lui préfèrent François Weyergans.
Catherine Hermary-Vieille vit à Charlottesville en Virginie. Elle partage sa vie entre l'écriture, sa ferme et de nombreux voyages en France.

## Télévision
Elle participe ponctuellement à l'émission Secrets d'histoire, présentée par Stéphane Bern et diffusée sur France 3. Elle a notamment collaboré aux numéros suivants :
- George Sand, libre et passionnée (2016)[4]
- Chevalier d'Éon, sans contrefaçon je suis un espion (2019)[5]

## Vie privée
Mariée le 15 décembre 1962 avec Jean Vieille, ingénieur, directeur de société, elle a un fils, Maxime, né en 1978. En 1985, elle adopte une petite fille au Liban qu'elle prénomme Yasmine-Victoria, née le 10 août de la même année.

## Œuvre

### Romans
- 1981 : Le Grand Vizir de la nuit, Gallimard ; Folio
- 1983 : La Marquise des ombres, Olivier Orban ; Folio
- 1984 : L'Épiphanie des dieux, Gallimard ; Folio
- 1987 : L'Infidèle, Gallimard ; Folio
- 1991 : Le Jardin des Henderson, Gallimard ; Folio
- 1991 : Un amour fou, Olivier Orban ; Pocket
- 1992 : Le Rivage des adieux, Pygmalion ; Le Livre de Poche
- 1994 : La Piste des turquoises, Flammarion ; Le Livre de Poche
- 1995 : La Pointe aux tortues, Flammarion ; Le Livre de Poche
- 1996 : Lola, Plon ; Pocket
- 1997 : L'Ange noir, Plon ; Pocket
- 1997 : Le Salon de conversation, J.-C. Lattès, avec Michèle Sarde
- 1998 : L'Initié, Plon ; Pocket
- Trilogie Les Dames de Brières
  - 2001 : Les Dames de Brières Tome I : Les Dames de Brières, Albin Michel ; Le Livre de Poche
  - 2001 : Les Dames de Brières Tome II : L'Étang du diable, Albin Michel ; Le Livre de Poche
  - 2002 : Les Dames de Brières Tome III : La Fille du feu, Albin Michel ; Le Livre de Poche
- Trilogie Le Crépuscule des rois
  - 2002 : Le Crépuscule des rois Tome I : La Rose d'Anjou, Albin Michel ; Le Livre de Poche
  - 2003 : Le Crépuscule des rois Tome II : Les Reines de cœur, Albin Michel ; Le Livre de Poche
  - 2004 : Le Crépuscule des rois Tome III : Les Lionnes d'Angleterre, Albin Michel ; Le Livre de Poche
- 2003 : La Bourbonnaise, Albin Michel ; Le Livre de Poche
- 2006 : Lord James, Albin Michel ; Le Livre de Poche
- 2007 : Le Gardien du phare, Albin Michel ; Le Livre de Poche
- 2008 : Le Roman d'Alia, Albin Michel ; Le Livre de Poche
- 2009 : Les Années Trianon, Albin Michel ; Le Livre de Poche
- 2011 : Merveilleuses, Albin Michel ; Le Livre de Poche
- 2013 : Le Siècle de Dieu, Albin Michel
- 2014 : La Bête, Albin Michel
- 2016 : D'or et de sang : la malédiction des Valois, Albin Michel
- 2018 : Moi, chevalier d'Éon, espionne du roi, Albin Michel
- 2019 : Louves de France, Albin Michel
- 2021 : Les Exilés de Byzance, Albin Michel
- 2023 : Un monde au-delà des hommes, Albin Michel

### Écrits divers
- 1974 : Le Beau rôle, essai, La Pensée universelle
- 1986 : Romy, biographie, Olivier Orban ; Folio
- 2014 : George Sand : les carnets secrets d'une insoumise, biographie romancée, XO

## Récompenses
- 1981 : Prix Femina pour Le Grand Vizir de la nuit
- 1984 : Prix Ulysse pour L'Épiphanie des dieux (à ne pas confondre avec l'actuel Prix Ulysse)
- 1984 : Prix Georges Dupau décerné par l'Académie Française pour l'ensemble de son œuvre
- 1986 : Prix RTL grand public pour L'Infidèle
- 1991 : Prix des Maisons de la Presse pour Un amour fou